# Nemzetközi Iskolák, Főiskolák és Egyetemek Akkreditációs Szolgálata
Nemzetközi Iskolák, Főiskolák és Egyetemek Akkreditációs Szolgálata (Accreditation Service for International Schools, Colleges and Universities, ASIC) egy a brit kormány által elismert oktatási akkreditációs ügynökség and Ofsted.gov.uk által elismert - Oktatási, Szakképzési és Gyermekjóléti Szolgáltatások Standardizációs Irodája Amerikai Felsőoktatási Akkreditációs Tanács CHEA USA és a Nemzeti Akadémiai Elismerési Információs Központ tagja UK NARIC és Felsőoktatási Minőségbiztosítás Európai Szövetsége ENQA. Alapításának célja a független főiskolák és egyetemek oktatási színvonalának megőrzése Nagy-Britanniában és világszerte. Az ASIC és más (a brit kormány által elismert) akkreditációs szervezetek ellenőrzik az intézményket mielőtt azok szponzori jogosítványt kérhetnek a brit határellenőrzési ügynökségtől.
Az ASIC 2007. január 3-án bejegyzett brit székhelyű nonprofit független szervezet. A brit határellenőrzési ügynökség által elismert akkreditációs szervezetek egyike.